# Exocentrus nigripennis
Exocentrus nigripennis là một loài bọ cánh cứng trong họ Cerambycidae.